# Claudionor Teles
Claudionor Viana Teles Velloso (Santo Amaro, 16 de septiembre de 1907 - 25 de diciembre de 2012), más conocida cono como Dona Canô, fue una matriarca centenaria de Bahia, madre de los músicos Caetano Veloso y Maria Bethânia.
Cantante de temas religiosos y viuda de José Teles Velloso (Seu Zeca), fallecido en 1983, a los 82 años; tuvo seis hijos más otros dos adoptivos. 
Publicó sus memorias “Canô Velloso, lembranças do saber viver”, con Antônio Guerreiro de Freitas y Arthur Assis Gonçalves da Silva.
Organizaba periódicamente Terno de Reis.2
Cano falleció el 25 de diciembre de 2012, a los 105 años de edad, tras sufrir un cuadro de isquemia cerebral.